# Platanalillo
Platanalillo är en ort i Mexiko.   Den ligger i kommunen Madero och delstaten Michoacán de Ocampo, i den södra delen av landet, 220 km väster om huvudstaden Mexico City. Platanalillo ligger 1 452 meter över havet och antalet invånare är 141.
Terrängen runt Platanalillo är lite bergig. Runt Platanalillo är det glesbefolkat, med 16 invånare per kvadratkilometer. Närmaste större samhälle är Villa Madero, 12,2 km nordväst om Platanalillo. I omgivningarna runt Platanalillo växer huvudsakligen savannskog.